# Theo Nikkessen
Theodorus Hubertus Antonius "Theo" Nikkessen  (Siebengewald, 18 augustus 1941) is een Nederlands voormalig baanwielrenner.
Nikkessen deed namens Nederland mee aan de Olympische Spelen van 1960 in Rome, als onderdeel van de Nederlandse ploeg, bestaande uit Nikkessen, Jaap Oudkerk, Henk Nijdam en Piet van der Lans, op de ploegenachtervolging. Ze reikten tot de kwartfinale, waar ze tweede werden en daarmee uitgeschakeld waren. De tweede plaats in de kwartfinale resulteerde in een gedeelde vijfde plaats in het eindklassement, samen met Argentinië, Tsjechoslowakije en Denemarken.
Nikkessen bleef altijd amateurrenner.